# أندرياس حزب
أندرياس حزب (بالمجرية: Parti András)‏ مواليد 18 سبتمبر 1982، هو دراج مجري. شارك في دورة الألعاب الأولمبية الصيفية.

## روابط خارجية
- أندرياس حزب على موقع أرشيف الدراجات (الإنجليزية)
- أندرياس حزب على موقع إحصائيات الدراجات الإحترافية (الإنجليزية)
- أندرياس حزب على موقع MTB Data (الإنجليزية)
- أندرياس حزب على موقع أوليمبيديا (الإنجليزية)